# Campionat del Japó de motocròs
El Campionat del Japó de motocròs (oficialment en anglès: All-Japan Motocross Championship), regulat per la federació japonesa de motociclisme (MFJ, Motorcycle Federation of Japan), és la màxima competició de motocròs que es disputa al Japó. Les inicials categories de 125cc i 250cc es varen reconvertir el 2005 a IA2 i IA1 respectivament, equivalents a les habituals MX2 i MX1.

## Llista de guanyadors
Font:

### Primera etapa (1967-2004)
| Any  | 125 cc             | 125 cc      | 250 cc             | 250 cc      |
| Any  | Campió             | Motocicleta | Campió             | Motocicleta |
| ---- | ------------------ | ----------- | ------------------ | ----------- |
| 1967 | Taichi Yoshimura   | ?           | Takashi Yamamoto   | ?           |
| 1968 | Kazuyoshi Hoshino  | ?           | Takashi Yamamoto   | ?           |
| 1969 | Kinjiro Yajima     | ?           | Tadao Suzuki       | ?           |
| 1970 | Taichi Yoshimura   | ?           | Taichi Yoshimura   | ?           |
| 1971 | Kinjiro Yajima     | ?           | Kohichi Ueno       | ?           |
| 1972 | Hideaki Suzuki     | ?           | Torao Suzuki       | ?           |
| 1973 | Torao Suzuki       | Yamaha      | Hideaki Suzuki     | ?           |
| 1974 | Hideaki Suzuki     | ?           | Hideaki Suzuki     | ?           |
| 1975 | Yoshifumi Sugio    | ?           | Koji Masuda        | ?           |
| 1976 | Torao Suzuki       | Yamaha      | Masaharu Takezawa  | ?           |
| 1977 | Katsuhiko Seo      | ?           | Katsuhiko Seo      | ?           |
| 1978 | Katsuhiko Seo      | ?           | Tetsumi Mitsuyasu  | ?           |
| 1979 | Tetsumi Mitsuyasu  | ?           | Tetsumi Mitsuyasu  | ?           |
| 1980 | Yasuo Tohfukuji    | ?           | Yoshifumi Sugio    | ?           |
| 1981 | Yasuo Tohfukuji    | ?           | Toshio Fukumoto    | ?           |
| 1982 | Masanori Ohzeki    | ?           | Yasuo Tohfukuji    | ?           |
| 1983 | Satoru Shoji       | ?           | Yoshifumi Sugio    | ?           |
| 1984 | Yasuo Tohfukuji    | ?           | Steve Martin       | ?           |
| 1985 | Atsushi Okabe      | ?           | Steve Martin       | ?           |
| 1986 | Isao Ida           | ?           | Yasuo Tohfukuji    | ?           |
| 1987 | Atsushi Okabe      | ?           | Yasuo Tohfukuji    | ?           |
| 1988 | Atsushi Okabe      | ?           | Yasuo Tohfukuji    | ?           |
| 1989 | Tetsumi Mitsuyasu  | ?           | Atsushi Okabe      | ?           |
| 1990 | Yasuo Tohfukuji    | ?           | Yasuo Tohfukuji    | ?           |
| 1991 | Tadao Ogishima     | ?           | Takayuki Miyauchi  | ?           |
| 1992 | Okitsugu Ukegawa   | ?           | Eddie Warren       | ?           |
| 1993 | Yusuke Sasaki      | ?           | Ron Tichenor       | Suzuki?     |
| 1994 | Kazuyoshi Odagiri  | ?           | Ron Tichenor       | Suzuki?     |
| 1995 | Yuichiro Kawashima | ?           | Jeff Matiasevich   | Kawasaki    |
| 1996 | Shin'ichi Kaga     | ?           | Jeff Matiasevich   | Kawasaki    |
| 1997 | Shunji Takami      | ?           | Jeff Matiasevich   | Kawasaki    |
| 1998 | Kazumasa Masuda    | ?           | Kyle Lewis         | Suzuki      |
| 1999 | Takeshi Katsuya    | ?           | Kyle Lewis         | Suzuki      |
| 2000 | Kiyoshi Saai       | ?           | Ryuichiro Takahama | Honda       |
| 2001 | Hisashi Tajima     | Yamaha      | Yoshitaka Atsuta   | Honda       |
| 2002 | Shin'ichi Kaga     | Suzuki      | Akira Narita       | Suzuki      |
| 2003 | Tetsuya Mizoguchi  | Kawasaki    | Akira Narita       | Suzuki      |
| 2004 | Tomonori Nakamura  | Kawasaki    | Akira Narita       | Honda       |

### Segona etapa (2005-Actualitat)
A 1 de gener de 2025
| Any  | IA2                | IA2         | IA1              | IA1         |
| Any  | Campió             | Motocicleta | Campió           | Motocicleta |
| ---- | ------------------ | ----------- | ---------------- | ----------- |
| 2005 | Yoshihide Fukudome | Honda       | Takeshi Koikeda  | Yamaha      |
| 2006 | Yohei Kojima       | Suzuki      | Yoshitaka Atsuta | Honda       |
| 2007 | Hiroaki Arai       | Kawasaki    | Akira Narita     | Yamaha      |
| 2008 | Takeshi Katsuya    | Kawasaki    | Akira Narita     | Yamaha      |
| 2009 | Takeshi Katsuya    | Kawasaki    | Akira Narita     | Yamaha      |
| 2010 | Takuma Kojima      | Yamaha      | Yoshitaka Atsuta | Suzuki      |
| 2011 | Takuya Mihara      | Kawasaki    | Akira Narita     | Yamaha      |
| 2012 | Kei Yamamoto       | Suzuki      | Akira Narita     | Honda       |
| 2013 | Toshiki Tomita     | Honda       | Akira Narita     | Honda       |
| 2014 | Takeshi Katsuya    | Kawasaki    | Akira Narita     | Honda       |
| 2015 | Toshiki Tomita     | Honda       | Yohei Kojima     | ?           |
| 2016 | Chihiro Notsuka    | Honda       | Akira Narita     | Honda       |
| 2017 | Yusuke Watanabe    | Yamaha      | Kei Yamamoto     | Honda       |
| 2018 | Taiki Koga         | ?           | Akira Narita     | Honda       |
| 2019 | Haruki Yokoyama    | ?           | Kei Yamamoto     | Honda       |
| 2020 | Haruki Yokoyama    | ?           | Kei Yamamoto     | Honda       |
| 2021 | Oshiro Kainosuke   | ?           | Kei Yamamoto     | Honda       |
| 2022 | Jay Wilson         | Yamaha      | Toshiki Tomita   | Yamaha      |
| 2023 | Víctor Alonso      | Yamaha      | Jay Wilson       | Yamaha      |
| 2024 | Souya Nakajima     | Yamaha      | Jay Wilson       | Yamaha      |

## Estadístiques

### Campions amb més de 3 títols
A 1 de gener de 2025
| Pilot             | Títols                   |
| ----------------- | ------------------------ |
| Akira Narita      | 12 (9 x IA1, 3 x 250cc)  |
| Yasuo Tohfukuji   | 9 (5 x 250cc, 4 x 125cc) |
| Kei Yamamoto      | 5 (4 x IA1, 1 x IA2)     |
| Takeshi Katsuya   | 4 (3 x IA2, 1 x 125cc)   |
| Tetsumi Mitsuyasu | 4 (2 x 250cc, 2 x 125cc) |
| Atsushi Okabe     | 4 (1 x 250cc, 3 x 125cc) |
| Hideaki Suzuki    | 4 (2 x 250cc, 2 x 125cc) |